# Endobiont

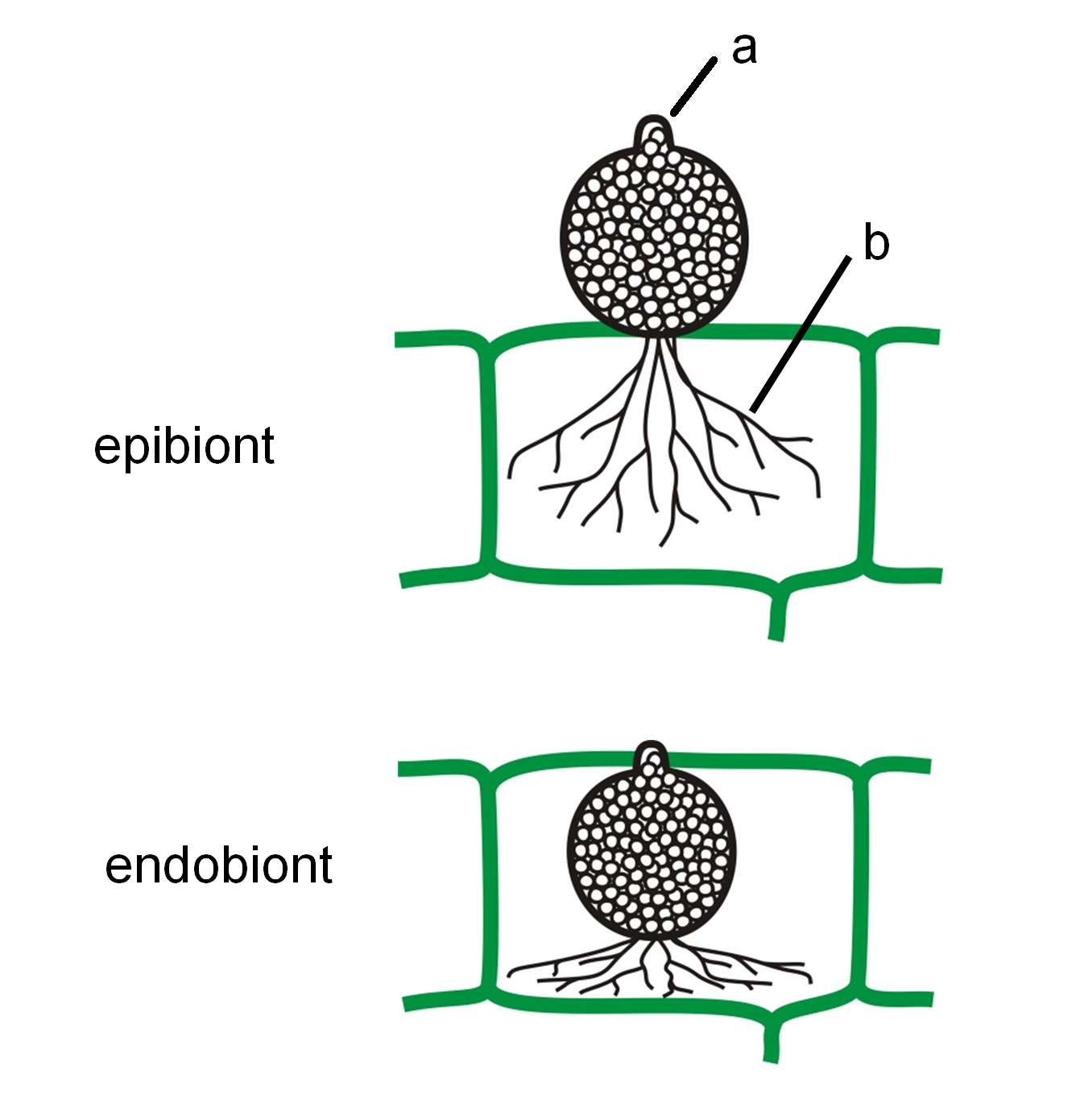
Epibiont i endobiont na przykładzie pasożytniczego skoczkowca. a - skoczkowiec, b - jego ssawki. Zielonym kolorem narysowano komórkę roślinną

Endobiont – organizm żyjący wewnątrz innych organizmów, w ich komórkach. U zwierząt przykładem endobiontów są larwy włośnia krętego żyjące w komórkach tkanki mięśniowej zwierząt. U grzybów przykładem endobionta jest Synchytrium endobioticum. Jego grzybnia rozwija się w komórkach tkanki miękiszowej ziemniaka, wywołując chorobę zwaną rakiem ziemniaka. Endobiontami są wszystkie wiroidy, wirusy i fitoplazmy, wszystkie chorobotwórcze dla roślin pierwotniaki z rodziny Plasmodiophoraceae, grzyby z klasy Chytridiomycetes, a także niektóre grzyby zaliczane do innych grup.
Organizmy żyjące wewnątrz roślin określane są nazwą endofitów. 
Organizmy żyjące na powierzchni innych organizmów to epibionty.